# Панарет Охридски
Панарет е православен духовник, охридски архиепископ около 1671 година.
Сведенията за архиепископ Панарет са изключително оскъдни. Той се споменава като действащ архиепископ в един документ от 1671 година. Трябва да е заел катедрата в началото на същата или в края на предишната година. Умира или напуска поста не по-късно от 1673 година.